# Dimitrios Ioannidis (voetballer)
Dimitrios Ioannidis (Grieks: Δημήτριος Ιωαννίδης) (Essen, 13 februari 2000) is een Grieks-Duits voetballer die als middenvelder voor Rot Weiss Ahlen speelt.

## Carrière
Dimitrios Ioannidis speelde in de jeugd van SSVg Heiligenhaus, MSV Duisburg, FC Schalke 04, Fortuna Düsseldorf, Rot-Weiß Oberhausen en Fortuna Sittard. In het seizoen 2018/19 zat hij eenmaal op de bank bij het eerste elftal van Fortuna, en het seizoen er na werd hij toegevoegd aan de eerste selectie. Hij debuteerde voor Fortuna op 4 augustus 2019, in de met 4-0 verloren uitwedstrijd tegen AZ. Hij kwam in de 66e minuut in het veld voor Adnan Ugur. Ook in de met 1-1 gelijkgespeelde uitwedstrijd tegen sc Heerenveen op 31 augustus 2019 viel hij in. Verder kwam hij in het seizoen 2019/20 niet actie, en zodoende werd hij in het seizoen 2020/21 aan Sportfreunde Lotte verhuurd. Hierna maakte hij transfervrij de overstap naar Rot Weiss Ahlen.

### Statistieken
| Seizoen                       | Club                 | Land           | Competitie        | Competitie | Competitie | Beker | Beker | Totaal | Totaal |
| Seizoen                       | Club                 | Land           | Competitie        | Wed.       | Dlp.       | Wed.  | Dlp.  | Wed.   | Dlp.   |
| ----------------------------- | -------------------- | -------------- | ----------------- | ---------- | ---------- | ----- | ----- | ------ | ------ |
| 2018/19                       | Fortuna Sittard      | Nederland      | Eredivisie        | 0          | 0          | 0     | 0     | 0      | 0      |
| 2019/20                       | Fortuna Sittard      | Nederland      | Eredivisie        | 2          | 0          | 0     | 0     | 2      | 0      |
| 2020/21                       | → Sportfreunde Lotte | Duitsland      | Regionalliga West | 31         | 0          | 0     | 0     | 31     | 0      |
| 2021/22                       | Rot Weiss Ahlen      | Duitsland      | Regionalliga West | 16         | 1          | 3     | 0     | 19     | 1      |
| Carrièretotaal                | Carrièretotaal       | Carrièretotaal | Carrièretotaal    | 49         | 1          | 3     | 0     | 52     | 1      |
| Bijgewerkt op 8 december 2021 |                      |                |                   |            |            |       |       |        |        |